# 2022-es wimbledoni teniszbajnokság
A 2022-es wimbledoni teniszbajnokság az év harmadik Grand Slam-tornája, amelyet 135. alkalommal rendeznek meg 2022. június 27. − július 10. között Londonban. A főtábla mérkőzéseire az All England Lawn Tennis and Croquet Club wimbledoni füves pályáin kerül sor a klub és a Nemzetközi Teniszszövetség (ITF) közös rendezésében. A kvalifikáció mérkőzéseit június 20–23. között a London délnyugati részén fekvő Roehamptonban, a Bank of England Ground sportcentrumában rendezték. 
A rendezőség Oroszországnak az Ukrajna ellen indított inváziója miatt az orosz és a fehérorosz versenyzőket eltiltotta a tornán való indulástól, ezért a WTA, az ATP és az ITF úgy döntött, hogy a versenyen elért helyezésért ranglistapontokat nem ad.
A címvédő a szerb Novak Đoković a férfiaknál, míg a nőknél az ausztrál Ashleigh Barty, aki ebben az évben befejezte profi pályafutását, így már nem indult a tornán. Đoković megvédte címét, miután a döntőben 4–6, 6–3, 6–4, 7–6(3) arányban legyőzte az ausztrál Nick Kyrgiost. A nőknél a győzelmet a kazah Jelena Ribakina szerezte meg, 3–6, 6–2, 6–2 arányban legyőzve a döntőben a tunéziai Unsz Dzsábirt.
A 2022. évi torna összdíjazása minden korábbinál magasabb, 40 350 000 angol font, amely 15,23%-kal magasabb az előző évinél.
A magyar versenyzők közül a tornán egyéniben ebben az évben a világranglista-helyezése alapján a férfiaknál Fucsovics Márton és védett ranglistával Balázs Attila, valamint a nőknél Bondár Anna, Udvardy Panna és Gálfi Dalma a főtáblán, míg Piros Zsombor és Valkusz Máté, illetve Jani Réka Luca és Babos Tímea a selejtezőben kezdhette meg a küzdelmeket. A selejtezőből nem sikerült a magyaroknak feljutniuk a főtáblára: Valkusz Máté az első, Jani Réka Luca a második, Piros Zsobor és Babos Tímea a harmadik fordulóban esett ki. A főtáblán Fucsovics Márton, Balázs Attila és Bondár Anna az első, míg Udvardy Panna és Gálfi Dalma a második körben esett ki. Párosban Bondár Anna, Udvardy Panna és Gálfi Dalma is érdekelt volt, de egyikőjüknek sem sikerült az első fordulón túljutni. A junioroknál Bartha Panna a selejtező 1. körén nem jutott túl, míg Udvardy Luca a főtáblán 7. kiemeltként indulhatott, és egészen a döntőig jutott, ahol az 1. kiemelt amerikai Liv Hovde ütötte el a győzelemtől.

## Pénzdíjazás
A torna teljes díjazása 2022-ben 40 350 000 angol font, amely 15,23%-kal magasabb a 2021. évinél. A férfi és női egyéni győztes 2 millió angol fontot kap. Minden résztvevő többet kap, mint ugyanazért az eredményért az előző évben.
| Eredmény           | Egyes*      | Páros**                   | Vegyes páros**            |
| Győzelem           | 2 000 000 £ | 540 000 £                 | 124 000 £                 |
| Döntő              | 1 050 000 £ | 270 000 £                 | 62 000 £                  |
| Elődöntő           | 535 000 £   | 135 000 £                 | 31 000 £                  |
| Negyeddöntő        | 310 000 £   | 67 000 £                  | 16 000 £                  |
| 16 között          | 190 000 £   | 33 000 £                  | 7500 £                    |
| 32 között          | 120 000 £   | 20 000 £                  | 3750 £                    |
| 64 között          | 78 000 £    | 12 500 £                  | –                         |
| 128 között         | 50 000 £    | –                         | –                         |
| Selejtező (döntő)  | 32 000 £    | *Nemenként **Csapatonként | *Nemenként **Csapatonként |
| Selejtező (2. kör) | 19 000 £    | *Nemenként **Csapatonként | *Nemenként **Csapatonként |
| Selejtező (1. kör) | 11 000 £    | *Nemenként **Csapatonként | *Nemenként **Csapatonként |

## A döntők eredményei

### Férfi egyes
- Novak Đoković– Nick Kyrgios, 4–6, 6–3, 6–4, 7–6(3)

### Női egyes
- Jelena Andrejevna Ribakina− Unsz Dzsábir, 3–6, 6–2, 6–2

### Férfi páros
- Matthew Ebden /  Max Purcell– Nikola Mektić /  Mate Pavić, 7–6<(5), 6–7(3), 4–6, 6–4, 7–6(2)

### Női páros
- Barbora Krejčíková /  Kateřina Siniaková– Elise Mertens /  Csang Suaj 6–2, 6–4

### Vegyes páros
- Neal Skupski /  Desirae Krawczyk− Matthew Ebden /  Samantha Stosur, 6–4, 6–3

### Junior fiú egyéni
- Mili Poljičak− Michael Zheng, 7–6(2), 7–6(3)

### Junior lány egyéni
- Liv Hivde− Udvardy Luca, 6–3, 6–4

### Junior fiú páros
- Sebastian Gorzny /  Alex Michelsen− Gabriel Debru /  Paul Inchauspé, 7–6(5), 6–3

### Junor lány páros
- Rose Marie Nijkamp /  Angella Okutoyi− Kayla Cross /  Victoria Mboko, 3–6, 6–4, [11–9]